# Конмаїнг
Конмаїнг (*бірм. ခုံမှိုင်ာ, шанська ၶုၼ်မိူင်; 1497 — 1545) — 16-й володар царства Ава у 1542—1545 роках, собва Шіпо (як Конмаїнг II).

## Життєпис
Походив з шанського князівського роду. Старший син Конмаїнга I, собви (князя) Шіпо. Народився 1497 року. Його шанське ім'я звучить як Сао Хкун Монг. Його батько був єдиним союзником аванського царя Ави Нарапаті II. Пізніше його батько приєднався до шанських племен. У 1520-х роках вони разом брали участь у походах Со Лона, собви Могн'їна, проти Нарапаті II, зокрема в захоплені Ави в 1525 і 1527 роках. 1542 року обидва Комаїнга брали участьу битві біля П'ї, де шанське військо зазнало поразки від держави Таунгу. Невдовзі батько помер й Конмаїнг успадкував князівство Шіпо.
Невдовзі Тоханбва, цар Ави, був вбитий внаслідок змови. Трон було запропановано Конмаїнгу, який перебрав владу у червні 1542 року. Залишив на посаді першого міністра Мінґ'і Яна Наунга. Поступово змусив визнати свою владу союз шанських князівств, оскільки загроза з боку Таунгу не зникла.
Конмаїнг почав підготовку до нової військової кампанії. У грудні 1543 року він особисто очолив військо у 16 тис. піхоти, 1 тис. кінноти, 120 слонів, а також річковий флот. Після попередніх успіхів зазнав невдачі у протистоянні з Табіншвехті, царем Таунгу. У лютому 1544 року в битві при Саліні (на річці Іраваді) Конмаїнг зазнав тяжкої поразки, почавши відступ, що дозволило ворогові захопити володіння Ави до міста Паган. Наприкінці 1544 року відправив проти Таунгу нову армію на чолі з Сітху Чавтіном, але той також зазнав невдачі.
Ці невдачі підірвали авторитет Конмаїнга, спричинивши повстання Со Лона II, собви Могн'їна. Він відправив свого родича Сітху Чавтіна з 5 тис. вояків проти Конмаїнга. Той швидко зайняв місто Сікайн, після чого атакував Аву. Настання сезону дощів 1545 року врятувало ситуацію для Конмаїнга. Він зберіг за собою лише східну частинуц арства і князівство Шіпо. Помер у вересні 1545 року. Йому спадкував син Нарапаті III.